# 外交部
外交部是一个主權國家負責國家對外事務的專門政府機關，其部門主官稱作外交部長（外長）或外交大臣（外相），為內閣成員之一，且通常被視為僅次於政府首脑（總統制國家為總統，內閣制國家則為總理）的主要官員之一，有時該職甚至由副總理兼任。
外交部英文名稱一般為Ministry of Foreign Affairs，各國會視部份與國家對外事務相關領域事務劃歸外交部負責，如經貿商務、援助合作及宗教和移民事務，因此在名稱上均會有所不同。
日本及朝鮮民主主義人民共和國的外交部稱為「外務省」。
英國外交部大臣同時負責英國海外領地事務。在1968年以前，外交大臣僅負責與非大英國協成員國之外交關係事務，大英國協及其他殖民地事務則由英聯邦事務部負責；1968年後，兩部合併為外交及聯邦事務部。大英國協成員國中除了英國外，其他成員國的外交部同時負責與成員國和非成員國之外交事務，因此英文名稱為Ministry of External Affairs，直譯為對外事務部，但一般均稱為外交部。
外交部長的英文名稱為Minister of Foreign Affairs或是Foreign Minister，但部份國家不論中文或英文名稱與一般稱呼略有不同。如美國國務卿（Secretary of State）通常被視為美國外交部長，但實際上美國國務卿的地位是美國內閣首席官員，與一般國家的外交部長不太相同；英國的外交大臣及菲律賓外交部長的英文職稱也是Secretary而非一般的Minister；拉丁美洲的西語系國家則稱為Canciller（英文為Chancellor）；在部份有皇室系統的國家中，外交大臣亦稱為外相。
外交部的職權雖是負責國家對外事務，但因政府組織不同而影響到職權範圍。在以前的內閣制國家中，外交部長可直接制定國家對外政策，但若碰到強勢的總理，那外交部長通常就是一般行政內閣或是在外交政策制定上給予些許意見，此情形在總統制國家中是差不多的。在二次大戰以後，各國為了將外交及國防等國家整體政策協調一致，通常將外交部長和國防部長視為核心內閣之一，也就是國家安全會議成員。雖然在十九世紀和二十世紀初期，許多國家的最高行政首長將外交視為自身權責之一，但此情形在已開發國家中並不常見。例如中華民國，外交部為行政院所轄部會之一，但外交、兩岸及國防是中華民國總統的權限而非行政院院長的權限。
不論外交部長的政治角色及職權範圍如何，最基本的即是負責外交事務，像是安排外國政要訪問及出訪他國等事務；且外交部長不論在那個國家，都是出國率最高的內閣成員。

## 各國各地區外交部
| - 阿富汗 - 阿尔巴尼亚 - 阿尔及利亚 - 阿根廷 - 亞美尼亞 - 奥地利 - 巴哈马 - 巴林 - 白俄羅斯 - 比利時 - 不丹 - 玻利维亚 - 巴西 - 保加利亚 - 布吉納法索 - 柬埔寨 - 喀麦隆 - 加拿大 - 中非 - 智利 - 中华人民共和国 - 哥伦比亚 - 刚果民主共和国 - 刚果共和国 - 庫克群島 - 古巴 - 賽普勒斯 - 捷克 - 丹麦 - 多米尼克 - 埃及 | - 薩爾瓦多 - 赤道几内亚 - 爱沙尼亚 - 衣索比亞 - 斐济 - 芬兰 - 法國 - 加彭 - 德国 - 希腊 - 格瑞那達 - 几内亚 - 海地 - 聖座 - 匈牙利 - 冰島 - 印度 - 印度尼西亞 - 伊朗 - 伊拉克 - 愛爾蘭 - 以色列 - 義大利 - 牙买加 - 日本 - 约旦 - 基里巴斯 - 科索沃 - 科威特 - 拉脫維亞 - 黎巴嫩 - 賴索托 - 利比里亚 - 利比亞 - 列支敦斯登 | - 立陶宛 - 盧森堡 - 北馬其頓 - 马达加斯加 - 马拉维 - 马来西亚 - 馬爾地夫 - 馬爾他 - 马绍尔群岛 - 毛里塔尼亚 - 模里西斯 - 墨西哥 - 密克羅尼西亞聯邦 - 摩尔多瓦 - 摩納哥 - 蒙古国 - 蒙特內哥羅 - 摩洛哥 - 莫桑比克 - 緬甸 - 纳米比亚 - 瑙鲁 - 尼泊尔 - 荷蘭 - 新西兰 - 尼加拉瓜 - 尼日尔 - 奈及利亞 - 纽埃 - 北賽普勒斯 - 挪威 - 阿曼 - 巴基斯坦 - 帛琉 - 巴勒斯坦 - 巴拿马 - 巴拉圭 - 秘魯 - 菲律賓 - 波蘭 - 葡萄牙 - 德涅斯特河沿岸 - 羅馬尼亞 - 俄羅斯 - 卢旺达 - 聖多美和普林西比 - 圣基茨和尼维斯 - 圣卢西亚 | - 萨摩亚 - 圣马力诺 - 沙烏地阿拉伯 - 撒拉威阿拉伯民主共和國 - 塞内加尔 - 塞爾維亞 - 塞舌尔 - 新加坡 - 斯洛伐克 - 斯洛維尼亞 - 所罗门群岛 - 南非 - 南蘇丹 - 南奥塞梯 - 西班牙 - 斯里蘭卡 - 苏丹 - 苏里南 - 瑞典 - 瑞士 - 叙利亚 - 中華民國 - 坦桑尼亚 - 泰國 - 东帝汶 - 多哥 - 千里達及托巴哥 - 突尼西亞 - 土耳其 - 乌干达 - 乌克兰 - 阿联酋 - 美国 - 英国 - 乌拉圭 - 委內瑞拉 - 越南 - 葉門 - 尚比亞 - 辛巴威 |